# Ontano (araldica)
In araldica l'ontano è molto utilizzato nell'araldica civica.

D'oro, all'ontano sradicato di rosso (stemma di Aunat, Francia)
Partito: nel 1º troncato: in I d'azzurro, alla croce d'argento accantonata da quattro stelle d'oro; in II di nero, alla fascia d'oro, accompagnata in capo da un leone illeopardito e in punta da tre rose fustate e fogliate, il tutto dello stesso; nel 2º  d'azzurro, allo scaglione d'oro, accompagnato in capo da due maglietti d'argento e in punta da un ontano sradicato dello stesso (Bussières, Francia)

## Traduzioni
- Francese: aulne, verne, vergne
- Inglese: alder
- Tedesco: Erle
- Spagnolo: aliso
- Olandese: els